# Nova Milanese
Nova Milanese (lombardul: Nöa) település Olaszországban, Lombardia régióban, Monza e Brianza megyében. Lakosainak száma 23 027 fő (2023. január 1.). Nova Milanese Desio, Paderno Dugnano, Varedo, Cinisello Balsamo és Muggiò községekkel határos.

## Népesség
A település lakossága az elmúlt években az alábbi módon változott:
| Lakosok száma | 23 385 | 23 275 | 23 334 | 23 027 |
|               | 2013   | 2017   | 2018   | 2023   |